# گرگعلی حسن
گرگعلی حسن یک روستا در ایران است که در دهستان آبژدان واقع شده‌است.